# آتاکوس کرامری
آتاکوس کرامری(نام علمی: Attacus crameri) نام یک گونه از سرده شاپرکان چشم‌گربه‌ای آتاکوس است.